# Don't Nod
Don't Nod Entertainment SA (торгова назва: Don't Nod, раніше Dontnod Entertainment) — французька компанія, що займається розробленням та видавництвом відеоігор. Перший проєкт студії — відеогра «Remember Me», була випущена Capcom 4 червня 2013 року.

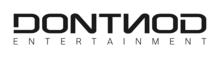
Попередній логотип компанії, який використовувався до травня 2022 року.

## Історія
Dontnod Entertainment заснована в червні 2008 року вихідцями зі студій Criterion Games, Ubisoft і EA: Ерве Боніном, Алексі Бріклу, Ален Дамасіо, Оскаром Гілбертом та Жан-Максим Морісом. Dontnod Entertainment використовує рушій Unreal Engine у всіх своїх іграх.
Першим проєктом студії стала відеогра «Remember Me», яка отримала змішані відгуки від оглядачів і гравців. Багато видавців спершу відмовлялося займатися випуском проєкту, оскільки головним персонажем відеогри була жінка.
31 січня 2014 року в мережу просочилася інформація, що студія має значні фінансові проблеми та знаходиться на межі банкрутства через малі продажі Remember Me. Відповідаючи на поширену інформацію, розробники заявили, що студія знаходиться в стані «судової реорганізації» (англ. Judicial reorganization). Для розв'язання фінансових проблем студія почала пошуки інвесторів, які б погодилися спонсорувати їхній новий проєкт «What If?». У результаті чого Dontnod уклала договір з японським видавцем Square Enix. Пізніше відбулося офіційне анонсування відеогри Life is Strange, випущеної Square Enix 2015 року. Також стало відомо, що «What If?» є одним з більш ніж ста прототипів назв гри. У листопаді 2014 студія почала роботу над третім проєктом під назвою Vampyr, відеогри жанру рольового бойовика, що вийшла 2018 року. Студія почала розробку Life Is Strange 2 на початку 2016 року, після того, як перша частина виявилась фінансово успішною. 10 червня 2018 року на Е3 було анонсовано нову гру у всесвіті Life is Strange - The Awesome Adventures of Captain Spirit. Гра стала безкоштовним приквелом до Life is Strange 2. У 2016 році студія почала співпрацю з видавцем Bandai Namco над новим проєктом, а в червні 2018 року анонсувала гру Twin Mirror, яка вийшла у 2020 році.. Аналогічно, Dontnod співпрацювала з Xbox Game Studios над Tell Me Why, ще однією пригодницькою грою, яка вийшла 2020 року. У травні 2020 року анонсували відкриття дочірньої студії в Монреалі, а кількість працівників у Франції збільшилась до понад 250 осіб.

## Розроблені відеоігри
| Рік       | Назва                                    | Платформа                                                                                       | Видавець               |
| --------- | ---------------------------------------- | ----------------------------------------------------------------------------------------------- | ---------------------- |
| 2013      | Remember Me                              | Microsoft Windows, PlayStation 3, Xbox 360                                                      | Capcom                 |
| 2015      | Life is Strange                          | Microsoft Windows, Linux, MacOS, PlayStation 3, Xbox 360, PlayStation 4, Xbox One, iOS, Android | Square Enix            |
| 2018      | Vampyr                                   | Microsoft Windows, PlayStation 4, Xbox One, Nintendo Switch                                     | Focus Home Interactive |
| 2018      | The Awesome Adventures of Captain Spirit | Microsoft Windows, PlayStation 4, Xbox One                                                      | Square Enix            |
| 2018–2019 | Life is Strange 2                        | Microsoft Windows, Linux, MacOS, PlayStation 4, Xbox One                                        | Square Enix            |
| 2020      | Tell Me Why                              | Microsoft Windows, Xbox One                                                                     | Xbox Game Studios      |
| 2020      | Twin Mirror                              | Microsoft Windows, PlayStation 4, Xbox One                                                      | Dontnod Entertainment  |
| 2023      | Harmony: The Fall of Reverie             | Microsoft Windows, PlayStation 5, Xbox Series, Nintendo Switch                                  | Dontnod Entertainment  |
| 2023      | Jusant                                   | Microsoft Windows, PlayStation 5, Xbox Series                                                   | Dontnod Entertainment  |
| 2024      | Banishers: Ghosts of New Eden            | Microsoft Windows, PlayStation 5, Xbox Series                                                   | Focus Home Interactive |
| 2025      | Lost Records: Bloom & Rage               | Microsoft Windows, PlayStation 5, Xbox Series                                                   | Dontnod Entertainment  |

## Видані відеоігри
| Рік  | Назва                    | Платформа                          | Розробник     |
| ---- | ------------------------ | ---------------------------------- | ------------- |
| 2022 | Gerda: A Flame in Winter | Microsoft Windows, Nintendo Switch | PortaPlay     |
| 2025 | Koira                    | Microsoft Windows                  | Studio Tolima |